# كامبريدج أناليتيكا
كامبريدج أناليتيكا (بالإنجليزية: Cambridge Analytica) هي شركة خاصة تعمل على الجمع بين استخراج البيانات وتحليلها ثم الوصول لاستنتاجات عند العمليات الانتخابية. تم إنشاء الشركة عام 2013 وهي فرع من الشركة الأم البريطانية مجموعة إس سي إل (Group SCL) المشاركة والحاضرة (بقراراتها) في السياسة الأميركية. في عام 2014، شاركت كامبريدج أناليتيكا في 44 سباق سياسي بما في ذلك سباقات الانتخابات. ويُشار إلى أن الشركة مملوكة جزئيا من قبل عائلة روبرت ميرسر وهو رجل ومدير أعمال أمريكي ينشط كثيرا في المجال السياسي من خلال دعم أحزاب على أخرى. تملك الشركة مكاتب رئيسية في كل من لندن، نيويورك وواشنطن العاصمة.
في عام 2015، اشتهرت الشركة بقدرتها «الرهيبة» على جمع البيانات وتحليلها والوصول إلى نتائج عالية الدقة، حيث عملت في البداية على قضايا سياسية خفيفة الوزن إلى حد ما لكنها سرعان ما تعمقت في المجال ودخلت على الخط في الحملة الرئاسية لدونالد ترامب عام 2016، كما زادت من شهرتها عندما عملت على جمع بيانات مهمة وتحليلها فيما يخص حملة انسحاب المملكة المتحدة من الاتحاد الأوروبي، كما كان لها دور بارز  في الحملات المثيرة للجدل ومواضيع التحقيقات الجنائية الجارية في عدد من البلدان.
في 17 مارس عام 2018، ذكرت نيويورك تايمز وذا أوبزرفر أن شركة كامبريدج أناليتيكا استخدمت معلومات شخصية للغاية حصلت عليها من موقع التواصل الاجتماعي فيسبوك دون إذن من الجهات المعنية بالأمر؛ خاصة وأنها ادعت أن جمعها لتلك المعطيات كان بهدف أغراض أكاديمية بحثة، وكردة فعل من شركة فايسبوك أعلن مارك زوكربيرغ أنهم قاموا بحظر كامبريدج أناليتيكا من الإعلان على منصة الموقع. أما الغارديان فقد ذكرت أن شركة فايسبوك كانت على علم بهذا الخرق الأمني قبل عامين (منذ 2016) ولكنها لم يفعل شيئا لحماية مستخدميها.
قامت القناة الرابعة البريطانية بسلسلة من التحقيقات السرية التي نشرتها في وقت لاحق (آذار/مارس 2018) والتي ظهر فيها الرئيس التنفيذي للشركة وهو يتفاخر بدورها الكبير في التأثير على الانتخابات الأمريكية من خلال استخدام المومسات والرشوة و«فخاخ العسل» قصد تشويه سمعة السياسيين المعارضين، كما ادعى أن الشركة ساعدت دونالد ترامب في حملته الرقمية على مواقع التواصل بما في ذلك القيام بأنشطة غير مشروعة. أما مفوض المعلومات في المملكة المتحدة فقد طلب تفتيش خوادم الشركة للتأكد مما حصل.

## الخلفية والطرق

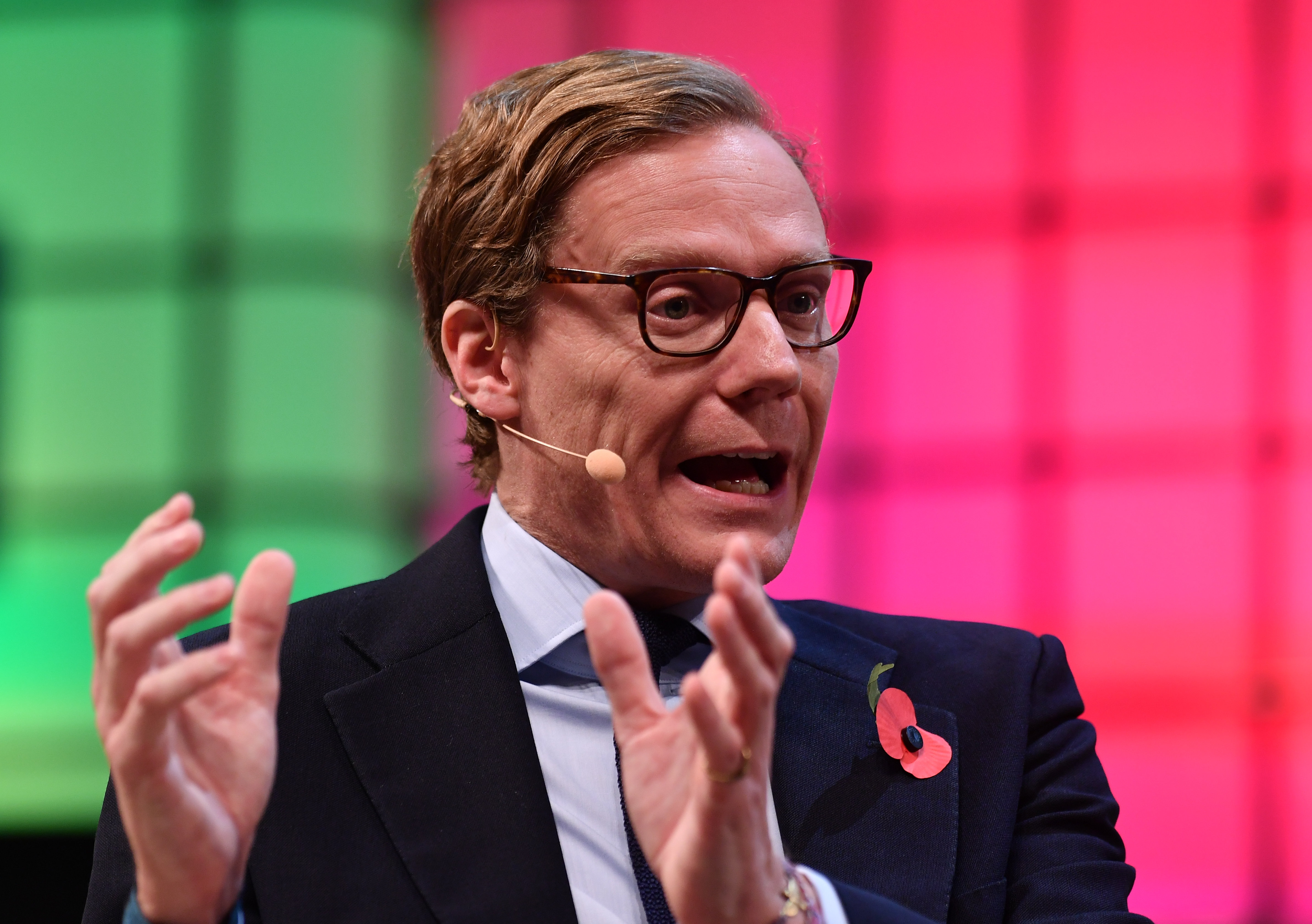
الرئيس التنفيذي لشركة كامبريدج أناليتيكا ألكسندر نيكس في تشرين الثاني/نوفمبر 2017.

شاركت مجموعة إس سي إل بشكل سري في معظم الحملات الانتخابية في جميع أنحاء العالم، من خلال الاعتماد على شبكة غامضة وشركات وهمية ومقاولين يعملون في الخفاء. ففي عام 2018 صرح الرئيس التنفيذي ألكسندر نيكس قائلا: «لقد قمنا بإرسال بعض الفتيات للمرشحين في الحملات الانتخابية ... فعلا وجدنا ذلك [العاهرات] يعمل بشكل جيد جدا.» وتُطلق المجموعة علنا على اسمها «الوكالة العالمية لإدارة الانتخابات». وكانت جريدة بوليتيك قد ذكرت أن المجموعة متورطة في حملات تضليل لوسائل الإعلام الاجتماعية من خلال استهداف الناخبين والتأثير على أفكارهم. تورطت مجموعة إس سي إل في العالم السياسي الخاص بالدول النامية بشكل خاص؛ حيث استُخدمت من قبل الجيش والسياسيين قصد دراسة الرأي العام والتلاعب به من الناحية السياسية. وكان الكاتب شارون وتينبرجر قد نشر مقالا في مجلة سلايت قارن فيه المجموعة وتأثيرها على السيناريوهات السياسية كما قامت بالتحريض على الانقلاب.
وفقا للجريدة السويسرية داس ماغازين فأساليب تحليل البيانات التي تقوم بها كامبريدج أناليتيكا هي أساليب فعالة حيث تقوم بدرجة كبيرة على أساس العمل الأكاديمي الموجه والذي يُشرف عليه الخبير مايكل كوسينسكي الذي انضم إلى مركز القياس النفسي من جامعة كامبريدج حيث كان قد طور مع زملائه نظام معلومات دقيق يستخدم البيانات العامة من على مواقع الإنترنت خاصة من على تطبيق فايسبوك على الهواتف الذكية.
تأسست كامبريدج أناليتيكا من قبل المحافظيْنِ ستيف بانون وروبرت ميرسر، وكان الحد الأدنى الذي استثمره روبرت في الشركة قد بلغ 15 مليون دولار حسب ما نشرته صحيفة نيويورك تايمز في تقريرها. أما حصة بانون في الشركة فقد تراوحت ما بين 1 و5 ملايين دولار، إلا أنه سحب ممتلكاته في نيسان/أبريل من عام 2017 باعتباره كبير الاستراتيجيين في البيت الأبيض.
عندما اقتحمت مجموعة إس سي إل عالم الانتخابات شكَّلت فرعها كامبريدج أناليتيكا في عام 2013 قصد التعاقد مع باحثين من جامعة كامبريدج  وذلك بهدف جمع بيانات الناخبين باستخدام مصادر مثل التركيبة السكانية، سلوك المستهلك، الجاسوسية الرقمية وغيرها من المصادر العامة والخاصة. ووفقا لصحيفة الغارديان فشركة أناليتيكا اعتمدت على بيانات المستخدمين السرية التي استمدتها من ملايين المستخدمين من موقع فيسبوك دون أخد إذن منهم أو معرفتهم بذلك. وقد أكد مصدر آخر أن التطبيقات المحمولة من قبيل تلك التي تتبع الحركات الجسدية والاتصالات قد غزت وكشفت على البيانات الشخصية أكثر من أي تطبيق آخر وهناك شكوك في أن كامبريدج أناليتيكا اعتمدت أيضا على بيانات هاته التطبيقات (عادة ما تبقى هذه البيانات سرية) من أجل جمع المعلومات بدقة كبيرة جدا.

## الأنشطة

### الأرجنتين، جمهورية التشيك، كينيا، الهند، ونيجيريا
ذكر المدير التنفيذي لشركة
كامبريدج أناليتيكا أن الشركة قد استهدفت أكثر من 200 حملة انتخابية في جميع أنحاء العالم بما في ذلك نيجيريا، كينيا، جمهورية التشيك، الهند، ثم الأرجنتين.
كما قامت الشركة بحملات سرية قصد تشويه سمعة بعض السياسيين في انتخابات كينيا عام 2013 وعادت لإجراء استطلاعات للرأي عام 2017 للحصول على مزيد من البيانات وتحليلها.
كما لعبت دورا مهما في الحملات الانتخابية الهندية من خلال تحليل معلومات الناخبين وعلى من سيدلون بأصواتهم.

### الولايات المتحدة

#### انتخابات التجديد النصفي عام 2014
دخلت كامبريدج أناليتيكا سوق الولايات المتحدة في عام 2012 (أو بالأحرى عام 2013) وشاركت إلى حد ما في التأثير على قرارات الكونغرس ومجلس الشيوخ مما يعني أنها أثرت بشكل مباشر على قرارات الدولة، كما تدخلت في انتخابات التجديد النصفي عام 2014.

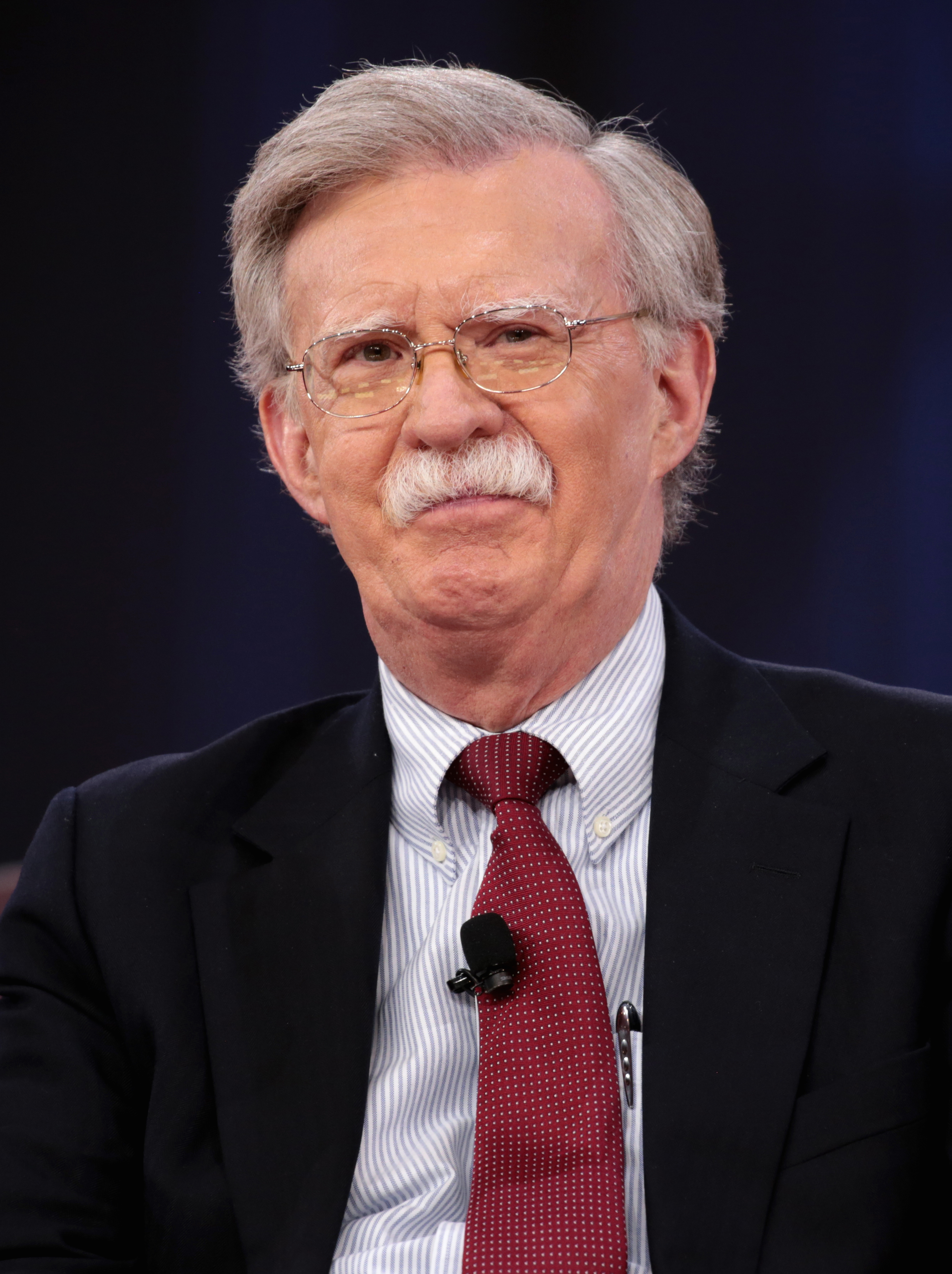
جون بولتون

عملت الشركة مع جون بولتون قصد التأثير على المواقع الرقمية ومحطات التلفزيون؛ وركزت الحملة على السباقات في مجلس الشيوخ وكذلك تسابق المحافظين في ولاية كارولينا الشمالية في نيو هامبشاير، كما ساعدت على إقبال الناخبين على المرشحين الجمهوريين في تلك الدول. ويُشار إلى أن اثنين من المرشحين الجمهوريين المدعومين من قبل بولتون وهما توم تيليس في ولاية كارولينا الشمالية وتوم في أركنساس قد فازا في سباق اختيار المحافظين، أما الجمهوري الآخر سكوت براون فقد خسر في نيو هامبشاير. وكانت الشركة قد استهدفت 15 منطقة في ولاية كارولينا الشمالية عبر الإنترنت وجمعت معلومات شخصية دقيقة للغاية على كل الناخبين في تلك البقع بل جمعت معلومات حول الحالة المعيشية للأسر ودرجة إنفاقهم ومكان قضاء فترات الراحة وما إلى ذلك من خلال حصولها على بيانات من تطبيق دايركت.
دعمت كامبريدج أناليتيكا أيضا توم تيليس قصد الإطاحة بكاي هاغان السيناتور عن ولاية كارولينا الشمالية. كما كان للشركة الدور الكبير والفضل في تحديد مجموعة كبيرة من الملفات التي يجب العمل عليها في شمال كارولينا حيث منحت الأولوية للأزمات الخارجية وشجعت تيليس لتحويل المحادثة من على مستوى الدولة (سياسة التعليم وقضية حمل السلاح وما إلى ذلك) إلى الاهتمام بقضية داعش وطريقة توجيه ضربات لها من أجل القضاء عليها. وكان تيليس عن الحزب الجمهوري قد دفع لكامبريدج أناليتيكا كارولينا ما مجموعه 345,000 دولار لقاء هذه الخدمات.

#### الانتخابات الرئاسية عام 2016
شاركت كامبريدج أناليتيكا في حملة الحزب الجمهوري التمهيدية الرئاسية في تموز/يوليو 2015. واعتبارا من كانون الأول/ديسمبر 2015 ادعت كامبريدج أناليتيكا أن لها ما يصل إلى 5000 نقطة بيانات رئيسية. في ذلك الوقت كان روبرت ميرسر داعما رئيسيا لتيد كروز، وكانت أسرة ميرسر تمول كامبريدج أناليتيكا بشكل مباشر وغير مباشر من خلال عقد عدة مؤتمرات والتبرع لها أو الدفع لها بدعوى تمويل حملة كروز.
أصبح تيد كروز في وقت مبكر العميل الرئيسي للشركة من منطقة كاليفورنيا خاصة خلال الحملة الانتخابية عام 2016، وقد قُدر أنه قد أُنفٍقَ خلال حملة كروز ما يزيد عن 3 ملايين دولار،  مع أموال إضافية قادمة من الحلفاء.
أصبح بن كارسون ثاني عميل للشركة من كاليفورنيا؛ وقد دُفع لها من حملة بن ما معدله $220,000 لقاء «جمع البيانات» و«تحليل المحتوى على الويب» حسب ما تم نشره من الواشنطن بوست في تشرين الأول/أكتوبر 2015. كما ساعدت الشركة حملة ماركو روبيو. وفي الوقت نفسه، حظي ثالث منافس محافظ وهو جون كيسيك بدعم من شركة آبل كارت (Applecart) التي تُنافس كامبريدج أناليتيكا في مجال عملها.
بعدما خرج كروز من السباق للفوز بترشيح الحزب الجمهوري للرئاسة في مايو 2016، تدخل روبرت ميرسر وابنته وبدأ في دعم حملة ترامب. في آب/أغسطس، أصبح من المعروف أن كامبريدج أناليتيكا لها عدد من العملاء وشكلت ورقة رابحة في الانتخابات الرئاسية؛ خاصة في دعم حملة ترامب كما عملت مع الشركة الرقمية الأخرى جايلز بارسكال، وفي أيلول/سبتمبر كان ترامب  قد أنفقت ما يزيد عن الـ 5 ملايين دولار من أجل شراء الإعلانات التلفزيونية؛
في عام 2016، صرحت الشركة على لسان مسؤوليها أنها لم تستخدم بيانات «سرية» وجوانب نفسية في التأثير على الناخبين خلال حملة ترامب الانتخابية. وكان رئيس كامبريدج أناليتيكا قد طلب من مؤسس ويكيليكس جوليان أسانج المساعدة من أجل إيجاد الـ 33.000 رسالة بريد إلكتروني محذوفة لهيلاري كلينتون.

### المملكة المتحدة

#### استفتاء خروج بريطانيا من الاتحاد الأوروبي 2016
انخرطت كامبريدج أناليتيكا في الاستقتاء على بقاء المملكة المتحدة في الاتحاد الأوروبي عام 2016 حيث جمعت ملايين البيانات وحللتها وساعدت في التأثير على قرار المصوتين على الاستفتاء من خلال دفعهم إلى التصويت لصالح مغادرة الاتحاد الأوروبي. أكدت التقارير التي نشرتها ذا أوبزرفر والغارديان في شهري فبراير ومايو من عام 2017 على التوالي الدور الكبير الذي لعبته كامبريدج أناليتيكا في التأثير على نتيجة التصويت على خروج المملكة المتحدة من الاتحاد الأوروبي ثم تركت الخيار مفتوحا في استفتاء بقاء المملكة المتحدة ضمن الاتحاد الأوروبي 2016 كما تدخلت في حملة دونالد ترامب الرئاسية 2016 مع روبرت ميرسر الذي قدم دعما كبيرا لدونالد ترامب في سباق الرئاسة ضد منافتسه ومرشحة الحزب الديمقراطي هيلاري كلينتون. كما حاولت الشركة مناقشة مشروع قرار مشروعية استخدام البيانات الاجتماعية «المستزرعة».
لم تقم كامبريدج أناليتيكا بإبلاغ السلطات البريطانية بخصوص التبرعات النقدية أو العينية التي حصلت عليها خلال الحملات الانتخابية، أمَّا الاتحاد الأوروبي فقد رفض التعليق على أي تبرع منه لمثل هذه الخدمات.

## تحقيق القناة الرابعة البريطانية
أجرت قناة الأخبار الرابعة البريطانية تحقيقا سريا على مدى 4 أشهر؛ حيث بدأ التحقيق في نوفمبر/تشرين الثاني 2017 ولم يُكشف على النتائج إلا في مارس/آذار 2018. وكان مراسل صحفي تابع للقناة قد تظاهر بأنه عميل محتمل لكامبريدج أناليتيكا على أمل أن يُساعد مرشحين في دولة سريلانكا من أجل الفوز في الانتخابات وقد نُشرت لقطات من هذه العملية والفيديو في 19 آذار/مارس 2018، وقد أظهرت لقطات الفيديو مديرين تنفيذيين من كامبريدج أناليتيكا يصرحون أنهم عملوا على أكثر من 200 حملة انتخابية في جميع أنحاء العالم؛ كما تم تسجيل ألكسندر نيكس في هذا التحقيق وهو يقول: «يجب أن نحذر من ممارسات الشركة ...» كما تفاخر نيكس بما تقوم به شركته مؤكدا على أن استعمال الرشوة والعاهرات قد قضت على المعارضين في الانتخابات، فعلى سبيل المثال عرض نيكس على العميل تشويه سمعة المعارضين السياسيين في سريلانكا من خلال استخدام «جميلة الفتيات الأوكرانية» التي ستوقع الشخصية المعنية بالأمر في فخها وسيتم تصوير فيديو لتهديده به في وقت لاحق؛ كما اقترح عليه حل دفع الرشاوى وحتى لو رفض المعارض فهناك عشرات الحلول الأخرى على حد قول نيكس في لقطات الفيديو الخفية.
في الجزء الثالث من تحقيق القناة، يتفاخر نيكس أيضا في كيفية قدرة كامبريدج أناليتيكا على جمع بيانات سرية للغاية وتحليها بشكل دقيق جدا؛ كما يتفاخر بدور شركته في فوز ترامب في السباق الرئاسي مؤكدا على أن حملته الانتخابية شملت أنشطة غير مشروعة من الناحية القانونية، كما أكد على استخدام ما يُعرف برسائل البريد الإلكتروني الموقوتة  حتى لا تُترك أدلة تُدينهم في وقت لاحق. وبعد بث القناة الرابعة لسلسلتها السرية قامت شركة كامبريدج أناليتيكا بتعليق عضوية نيكس في منصب الرئيس التنفيذي، كما نشرت بيانا أكدت فيه أن تلك الادعاءات لا تمثل أخلاقيات الشركة بل تُمثل كيانا مستقلا شمله التحقيق وهو نيكس، الذي لا زال في منصب الرئيس التنفيذي لمجموعة إس سي إل.
طرح التحقيق أيضا تساؤلات حول تمويل حملة ترامب عام 2016 وما إذا كان ذلك مسموح به من الناحية القانونية أم لا، كما أكد على أن كامبريدج أناليتيكا ساعدت دونالد من خلال التعامل مع المعلومات المنشورة على مواقع الويب؛ حيث حاولت أن تُبقي طريقه نظيفة كما استهدفت تلك الانتقادات التي مست المرشح الجمهوري وحاولت إخفائها وعزلها أو على الأقل إبعادها من النتائج الأولى على محركات البحث إلا أن كامبريدج أناليتيكا نفت هذا مرارا وتكرارا ولم تُقدم تفسيرا إضافيا يشرح ما حصل.